# Barguzin (villaggio)
Barguzin (in russo Баргузин?, in buriato Баргажан) è un villaggio della Russia asiatica, in Siberia Orientale. È situato nella Repubblica autonoma della Burazia e appartiene al rajon Barguzinskij del quale è il centro amministrativo. Fondato nel 1648, ha ricevuto lo status di villaggio (celo) nel 2004.
Si trova sulla riva destra del fiume Barguzin, a circa 55 km dal lago Bajkal.